# Sportschule der Bundeswehr

Detailskizze eines ersten Entwurfs des Verbandsabzeichen der Sportschule der Bundeswehr des Feldwebels Josef Fröhlich aus dem Jahr 1957

Die Sportschule der Bundeswehr (SportSBw) in Warendorf ist eine Dienststelle des Unterstützungsbereichs. Ihr Kernauftrag ist die Ausbildung der Sportausbilder der Bundeswehr.

## Geschichte

### Vorläufer
Vorläufer der Schule waren die Heeressportschule Wünsdorf bei Berlin (gegründet 1914), die Marinesportschule in Flensburg-Mürwik (gegründet 1924) sowie die Luftwaffensportschule in Berlin-Spandau (gegründet in den 1930er Jahren). Besagte Schulen engagierten sich stark hinsichtlich der Olympischen Sommerspiele 1928 und der Olympischen Sommerspiele 1936. Die Marinesportschule existiert noch heute und gehört zur Marineschule Mürwik.

### Gründung der Sportschule der Bundeswehr
Die Sportschule der Bundeswehr wurde am 5. Februar 1957 in Sonthofen im Allgäu eröffnet und war dort beheimatet, bis sie im Jahr 1978 an ihren heutigen Standort, ins westfälische Warendorf verlegt wurde. Auf dem Gelände der ehemaligen Wehrkreis-Reit- und Fahrschule entstand seit der Grundsteinlegung durch den damaligen Verteidigungsminister Georg Leber am 15. November 1974, die „neue“ Sportschule der Bundeswehr. Nach vier Jahren Bauzeit konnte der erste Lehrgang in einer der modernsten und größten zusammenhängenden Sportanlagen Deutschlands durchgeführt werden. Am 6. Juli 2017 wurde die Liegenschaft in Warendorf nach ihrem Grundsteinleger in Georg-Leber-Kaserne benannt. Eine Außenstelle der Sportschule ist bis heute in Sonthofen geblieben.

## Auftrag und Angebot
Das aktuelle Ausbildungsangebot umfasst 38 unterschiedliche Trainingstypen, an denen jährlich ca. 3000 Offiziere und Unteroffiziere teilnehmen. Neben der Grundlagen-Ausbildung zum Übungsleiter, mit Anerkennung durch den Deutschen Olympischen Sportbund, werden Trainer und Trainerinnen in verschiedenen Sportarten wie Fußball, Handball, Schwimmen und Rettungsschwimmen, Ski-Alpin und vielen weiteren ausgebildet. Abgerundet wird das Ausbildungsangebot durch die Ausbildung zum Trainer Militärische Fitness: der notwendigen Qualifikation, um mit Soldaten das Militärische Fitness-Training durchführen zu können.
Auf einer Fläche von 40 Hektar befinden sich u. a. ein Fußball- und Leichtathletikstadion mit Flutlichtanlage für 8000 Zuschauer, zwei Schwimmhallen mit bis zu 600 Zuschauerplätzen, eine Leichtathletikhalle sowie viele weitere Hallen, Sportplätze und Spielfelder.
Neben der Ausbildung von Trainern der Bundeswehr in den Ausbildungsteilgebieten Sport und Militärische Fitness umfasst der Auftrag auch die Förderung des Militärsports und die Unterstützung des Spitzen- und Breitensports. Aufgrund dessen nutzen sowohl diverse Spitzensportler und Nationalmannschaften als auch lokale Sportvereine die Infrastruktur der Sportschule für die Durchführung von Trainingsmaßnahmen. Darüber hinaus werden an der Sportschule regelmäßig Weltmeisterschaften des internationalen Militärsportverbandes (CISM) ausgerichtet.
Auf dem Gelände der Sportschule der Bundeswehr befinden sich auch eine Sportfördergruppe der Bundeswehr, das Zentrum für Sportmedizin der Bundeswehr (bis 2013 Sportmedizinisches Institut der Bundeswehr, dem Sanitätsamt der Bundeswehr unterstellt), das dem Kommando Regionale Sanitätsdienstliche Unterstützung unterstellt ist, sowie der Olympiastützpunkt Westfalen.

## Kommandeure
- 1956–1958: Oberst Helmut Ballhorn
- 1958–1961: Oberstleutnant Walter Gruber
- 1961–1967: Oberstleutnant Paul Söllner
- 1967–1979: Oberst Willi Rieke
- 1979–1982: Oberst Ernst-Otto Engelhardt
- 1982–1990: Oberst Adolf Rathgeber
- 1990–1996: Oberst Klaus Kuhn
- 1996–2000: Oberst Hans-Robert Gareißen
- 2000–2004: Oberst Jörg Udo Keck
- 2004–2008: Oberst Reinhard Lerch
- 2008–2010: Oberst Michael Teckentrup
- 2010–2011: Oberst Michael Rondé[5]
- 2011–2015: Oberst Bernd Grygiel[6]
- 2015–2021: Oberst Michael Maul
- Seit August 2021: Oberst Rüdiger Jorasch[7]

## Weltmeisterschaften
Die regelmäßig durchgeführten Weltmeisterschaften des Internationalen Militärsportverbandes (CISM) finden in unterschiedlichen Sportarten statt.

### Übersicht der durchgeführten Militärweltmeisterschaften (CISM)
- 1960 – 14. Militärweltmeisterschaft Schwimmen, Wasserball und Springen (in Sonthofen)
- 1966 – 03. Militärweltmeisterschaft im Modernen Fünfkampf
- 1974 – 10. Militärweltmeisterschaft im Modernen Fünfkampf
- 1977 – 12. Militärweltmeisterschaft im Modernen Fünfkampf
- 1978 – 21. Militärweltmeisterschaft im Fechten
- 1981 – 16. Militärweltmeisterschaft im Modernen Fünfkampf
- 1982 – 26. Militärweltmeisterschaft Schwimmen, Wasserball und Springen
- 1985 – 28. Militärweltmeisterschaft Schwimmen, Wasserball und Springen
- 1987 – 33. Militärweltmeisterschaft in der Leichtathletik
- 1988 – 17. Militärweltmeisterschaft im Judo
- 1989 – 28. Militärweltmeisterschaft im Fechten
- 1991 – 23. Militärweltmeisterschaft im Modernen Fünfkampf
- 1992 – 18. Militärweltmeisterschaft im Volleyball
- 1997 – 10. Militärweltmeisterschaft im Handball
- 1998 – 44. Militärweltmeisterschaft im Boxen
- 2000 – 08. Militärweltmeisterschaft im Hockey
- 2001 – 33. Militärweltmeisterschaft im Modernen Fünfkampf
- 2004 – 16. Militärweltmeisterschaft Taekwondo
- 2005 – 41. Militärweltmeisterschaft Fußball
- 2006 – 50. Militärweltmeisterschaft Boxen, 15.–25. September 2006
- 2008 – 29. Militärweltmeisterschaft Volleyball 20.–29. Juni 2008
- 2010 – 44. Militärweltmeisterschaft im Schwimmen und Rettungsschwimmen 24.–28. August 2010

### Übersicht der durchgeführten Militäreuropameisterschaften (CISM)
- 2013 – 1. integrative Militäreuropameisterschaft in der Leichtathletik

### Übersicht der durchgeführten Weltmeisterschaften
- 1970: Moderner Fünfkampf
- 1975: Fallschirmspringen
- 1983: Moderner Fünfkampf